# I. A třída Plzeňského kraje 2007/2008
I. A třídu Plzeňského kraje (jednu ze skupin 6. fotbalové ligy) hrálo v sezóně 2007/2008 16 klubů. Vítězem a postupijícím se stal tým TJ Slavoj Koloveč, postoupily i týmy TJ Nýřany a TJ CHKZ Staňkov. Sestoupilo posledních pět týmů FC Chotíkov 1932, TJ Vodní stavby Plzeň, TJ Tatran Chodov, TJ Sokol Losiná a TJ Slavoj Mýto.

## Systém soutěže
Kluby se střetly v soutěži každý s každým dvoukolovým systémem podzim–jaro, hrály tedy 30 kol.

## Výsledná tabulka
| Poř. | Tým                   | Z  | V  | R  | P  | VG  | OG | B  |
| ---- | --------------------- | -- | -- | -- | -- | --- | -- | -- |
| 1.   | TJ Slavoj Koloveč (N) | 30 | 26 | 3  | 1  | 107 | 24 | 81 |
| 2.   | TJ Nýřany             | 30 | 19 | 5  | 6  | 75  | 46 | 62 |
| 3.   | FK Žákava             | 30 | 17 | 2  | 11 | 63  | 51 | 53 |
| 4.   | TJ CHKZ Staňkov (S)   | 30 | 14 | 6  | 10 | 60  | 40 | 48 |
| 5.   | TJ Sokol Blovice      | 30 | 13 | 7  | 10 | 45  | 38 | 46 |
| 6.   | TJ Keramika Chlumčany | 30 | 12 | 6  | 12 | 51  | 53 | 42 |
| 7.   | FK Nepomuk            | 30 | 13 | 3  | 14 | 46  | 57 | 42 |
| 8.   | TJ Město Zbiroh (N)   | 30 | 12 | 4  | 14 | 57  | 51 | 40 |
| 9.   | FC Křimice            | 30 | 11 | 6  | 13 | 50  | 66 | 39 |
| 10.  | TJ Start Luby         | 30 | 11 | 4  | 15 | 49  | 64 | 37 |
| 11.  | TJ Žichovice (N)      | 30 | 10 | 6  | 14 | 49  | 74 | 36 |
| 12.  | FC Chotíkov 1932 (N)  | 30 | 9  | 6  | 15 | 41  | 51 | 33 |
| 13.  | TJ Vodní stavby Plzeň | 30 | 9  | 6  | 15 | 51  | 69 | 33 |
| 14.  | TJ Tatran Chodov (S)  | 30 | 9  | 5  | 16 | 47  | 57 | 32 |
| 15.  | TJ Sokol Losiná (N)   | 30 | 6  | 10 | 14 | 42  | 63 | 28 |
| 16.  | TJ Slavoj Mýto        | 30 | 8  | 3  | 19 | 45  | 74 | 27 |

Poznámky:
- Z = Odehrané zápasy; V = Vítězství; R = Remízy; P = Prohry; VG = Vstřelené góly; OG = Obdržené góly; B = Body; (S) = Mužstvo sestoupivší z vyšší soutěže; (N) = Mužstvo postoupivší z nižší soutěže (nováček)

|  | Postup do Přeboru Plzeňského kraje 2008/2009    |
|  | Sestup do I. B třídy Plzeňského kraje 2008/2009 |